# Марсово поле (Париж)
Вижте пояснителната страница за други значения на Марсово поле.
Марсово поле (на френски: Champ de Mars, Шан дьо Марс) е парк в Париж, Франция.
Разположен е между Айфеловата кула на северозапад и Военното училище на югоизток.
Паркът носи името на низината Марсово поле в Рим, която от своя страна е наречена на древноримския бог на войната Марс.
Преди да бъде превърната в обществен парк, местността е използвана за обучение на части на френската армия.